# Branko Babić
Branko Babić (sinh ngày 11 tháng 9 năm 1950) là một huấn luyện viên và cựu cầu thủ bóng đá người Serbia.

## Sự nghiệp Huấn luyện viên
Branko Babić đã dẫn dắt Mito HollyHock, OFK Beograd, Budućnost Podgorica và Vojvodina.